# يونغل داديان
يونغل داديان (English: /jɒŋlə/) (بالصينية التقليدية: 永樂大典، بالصينية المبسطة: 永乐大典، بينيين: Yǒnglè Dàdiǎn، وتعني المدفع الكبير أو الوثائق الشاسعة لعهد يونغل) هي موسوعة كتبت بين 1403 و 1408، وهي أقدم موسوعة في العالم والأضخم حتى 9 سبتمبر 2007م حينما تجاوزتها موسوعة ويكيبيديا. وقد شارك أكثر من ثلاثة آلاف مثقف في عهد الإمبراطور يونغلي (1403-1406) في وضع هذه الموسوعة التي تتألف من 22937 جزءاً جُمعت في 11095 مجلداً أي ما يساوي 12 ضعفا للموسوعة التي وضعها الفرنسيان ديدرو ودالامبير في القرن الثامن عشر. إلا أن غالبية أجزاء دائرة المعارف الصينية تعرضت للتلف في عام 1900م عندما قامت ثماني دول عظمى من بينها فرنسا وبريطانيا والولايات المتحدة واليابان، بغزو بكين.
وقالت صحيفة «تشاينا ديلي» أنه لم يبقَ من هذه الموسوعة سوى 800 جزء نصفها موجود في الخارج حاليا. وفي تصريح للصحيفة، قال ران جيو، مدير المكتبة الوطنية التي بحوزتها 221 مجلداً من «يونغل داديان» أنه «يتوقع الانتهاء من سحب نسخ عن جميع الأجزاء الموجودة في الصين القارية في غضون سنة ونصف السنة». ولم تتم طباعة هذه الموسوعة بسبب ضخامة حجمها. وأعلن غيو يولنغ مدير دار نشر مكتبة بكين التي تتولى سحب النسخ أن «توفير نسخ عن الموسوعة بحجمها وألوانها وأسلوبها الأصلي يشكل سابقة عالمية». وتعتزم دار النشر هذه متابعة العمل في وقت لاحق لنشر نسخ عن المائتي مجلد من الموسوعة التي لا تزال خارج الصين. وكان الاتحاد السوفياتي السابق قد أعاد للصين في الخمسينات 64 مجلداً من هذه الموسوعة في حين أعادت لها ألمانيا الديمقراطية السابقة ثلاثة كتب. وتمتلك مكتبة الكونغرس الأميركي 41 مجلداً وبريطانيا 51 مجلداً وألمانيا خمسة مجلدات. وهناك بعض المجلدات في كوريا الجنوبية واليابان.